# Сопіт Наталія Вікторівна
Наталка Сопіт — українська телеведуча, журналіст, викладач майстерності телеведучого у Київському національному університеті театру, кіно та телебачення імені І. К. Карпенко-Карого.

## Біографія
Народилася 31 травня 1982 року у Чернівцях (УРСР).
2004 – закінчила кінофакультет Київського національного університету театру, кіно та телебачення імені І. Карпенка-Карого (курс «Диктор-провідний програм телебачення, журналіст»). У 2013 році – курс «Письменницької та сценарної майстерності» у Вільній школі ділової та політичної журналістики (Київ, Україна).
З 2005 року – автор та ведуча циклу документальних фільмів «Гра долі» (студія "Віател", Україна).
Була ведучою щоденного прямого ефіру розважально-позитивного шоу «Рожеві Окуляри», «Після сієсти», «Новини» на радіо «Nostalgie 99 FM» (Україна).
З 2011 року – викладач майстерності телеведучого у Київському національному університеті театру, кіно та телебачення імені І. К. Карпенко-Карого.
З січня 2012 року – ведуча випусків погоди на каналі «Інтер» (Україна).
З грудня 2013 року - ведуча випусків погоди ТРК "ЕРА" на Першому національному каналі.
Знімається у кіно та рекламних роликах.

## Фільмографія
- 2019 «Таємне кохання» (Україна), епізод;
- 2019 «Дільничний з ДВРЗ»;
- 2018 «Затемнення» (Україна), епізод;
- 2017 «Дитина на мільйон» (Україна), епізод;
- 2015 «Володимирська 15»;
- 2014 «Мажор», мати збитої дитини;
- 2014 «Особиста справа» (Україна), епізод;
- 2009 «Про Любов» (Росія, Україна), епізод;
- 2008 «Час гріхів» (Росія, Україна), Лера.